# هرمان آوف در هایده
هرمان آوف در هایده (آلمانی: Hermann auf der Heide; ۱ ژوئن ۱۹۱۱ – ۱۷ اکتبر ۱۹۸۴) بازیکن هاکی روی چمن اهل آلمان بود.